# 요 아모 아 후안 케렌돈
《요 아모 아 후안 케렌돈》(스페인어: Yo amo a Juan Querendón)은 2007년 방영된 멕시코의 텔레노벨라이다.